# Evan Freed
Evan Phillip Freed (* 11. září 1946) je právník a fotograf na volné noze, který fotografoval prezidentskou kampaň Roberta Kennedyho, kterého během cest doprovázel. Freed byl také při tom, když Sirhan Sirhan Kennedyho zastřelil.

## Život a vzdělání

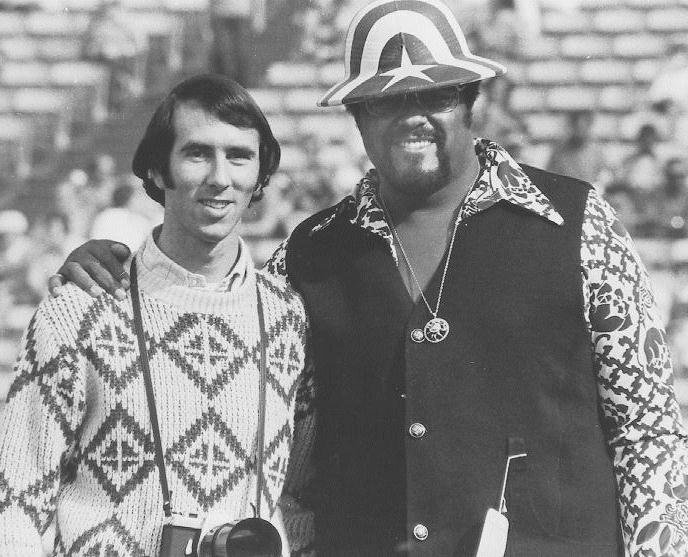
Freed (vlevo) s Rooseveltem Grierem, 1967

Evan Freed se narodil v Los Angeles. Vystudoval Kalifornskou státní univerzitu v Los Angeles a University of West Los Angeles School of Law.

## Atentát na Roberta Kennedyho
Freed fotografoval Kennedyho prezidentskou kampaň. V době atentátu Freed vstoupil do prostoru spíže za Velvyslaneckým sálem hotelu Ambassador, aby opravil svůj poškozený fotoaparát. Slyšel výstřely a náhle viděl, jak Sirhan Sirhan střílí revolverem na senátora Kennedyho. Freed byl potom přitlačen na zeď lidmi v tlačenici. Sledoval, jak se snaží Sirhana porazit, a viděl dva muže a ženu, kteří utíkali k východu na východním konci. Pracovnice Kennedyho kampaně Sandy Serrano prohlásila, že viděla dívku v tečkovaných šatech, jak běží ze scény s mužem, který ji doprovázel a dívka volala: „Zastřelili jsme ho! Zastřelili jsme ho!“ Když se Serranové ptali, o kom ta dívka mluví, uvedla, že dívka říkala: „Zastřelili jsme senátora Kennedyho!“ Evan Freed také viděl dívku v tečkovaných šatech, která byla spojena s teorií spiknutí Roberta F. Kennedyho. Freed se objevil v dokumentu Shane O'Sullivana z roku 2007 RFK Must Die.
Freedovo svědectví bylo citováno na podporu teorií spiknutí o atentátu na Roberta F. Kennedyho.

## Pozdější léta
V roce 1979 byl Freed přiznán k výkonu práva u státního soudu v Kalifornii. Od roku 1982 do roku 1987 byl Freed zaměstnán jako veřejným ochráncem v Los Angeles jako trestní obhájce. V roce 1987 nastoupil do advokátní kanceláře náhradního obhájce v Los Angeles, kde pracoval až do roku 1995.
V roce 1995 byl Freed najat městským zástupcem v Los Angeles jako trestní žalobce. Zatímco tam byl zaměstnán, Freed poskytoval informace americkému právníkovi používané v případu policejní korupce, ve kterém bylo vyneseno obvinění, zatímco úřady nadále vyšetřovaly obvinění z přestupku, kriminality a porušování občanských práv na policejním oddělení v Los Angeles.
Freed opustil kancelář právníka v Los Angeles v roce 1997 a nyní je právníkem v oblasti trestní obrany v Redondo Beach v Kalifornii. Pozoruhodný případ byl Freedova obrana mladého řidiče zapojeného do smrtelné nehody. Freed tvrdil, že nehoda byla způsobena oslněním a ne špinavým čelním sklem. Případ byl vyřízen dohodou o námitkách.  V jiném případě získal Freed snížený trest odnětí svobody za muže usvědčeného z obchodování s nosorožci. Freed zastupoval jednoho obžalovaného v incidentu šikany v kalifornské vesnici Rowland Heights v roce 2015, který obdržel třináctiletý trest ve výhodné dohodě.

## Fotografie Roberta Kennedyho od Evana Freeda

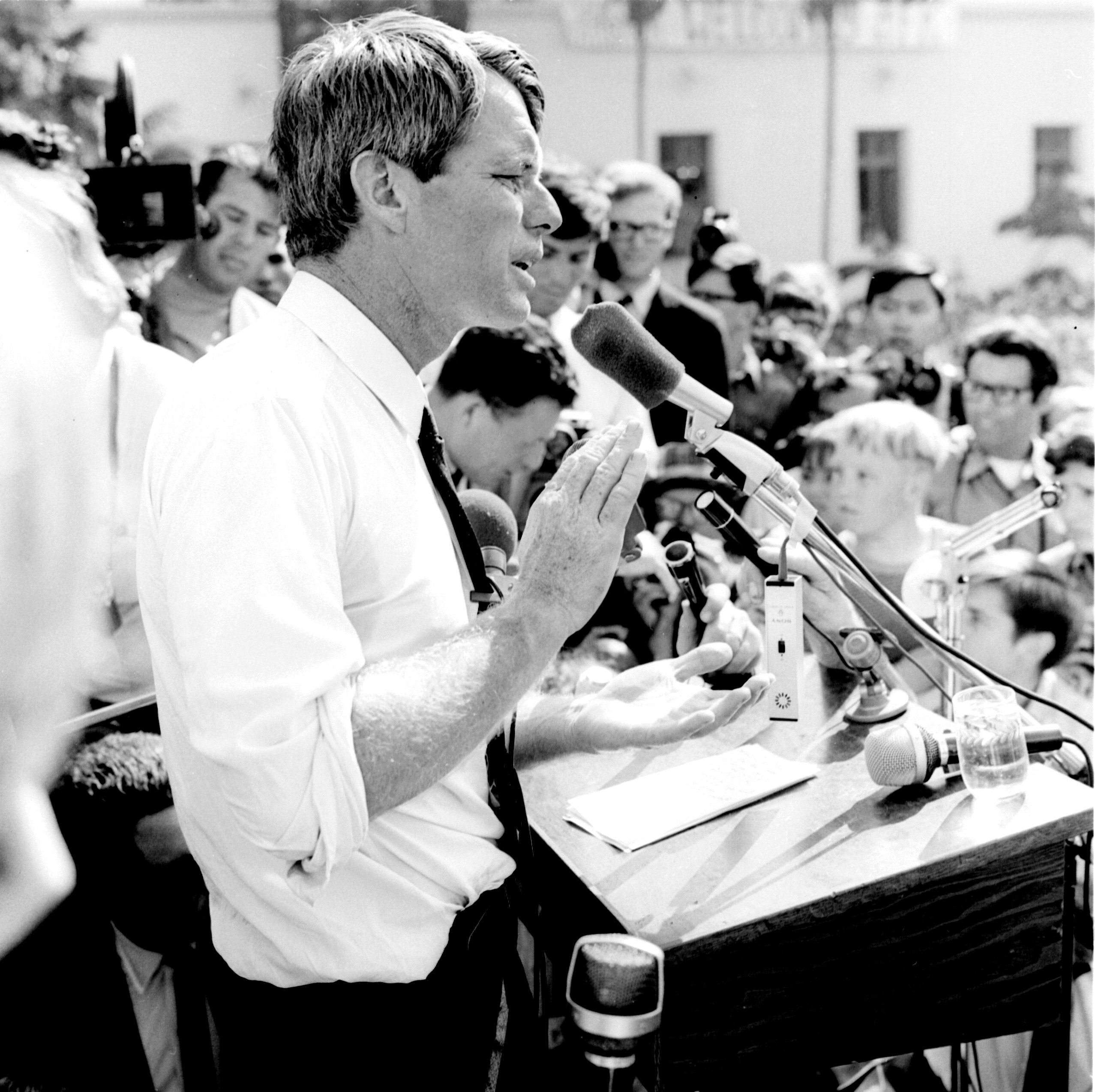
Robert Kennedy, Los Angeles, 1968
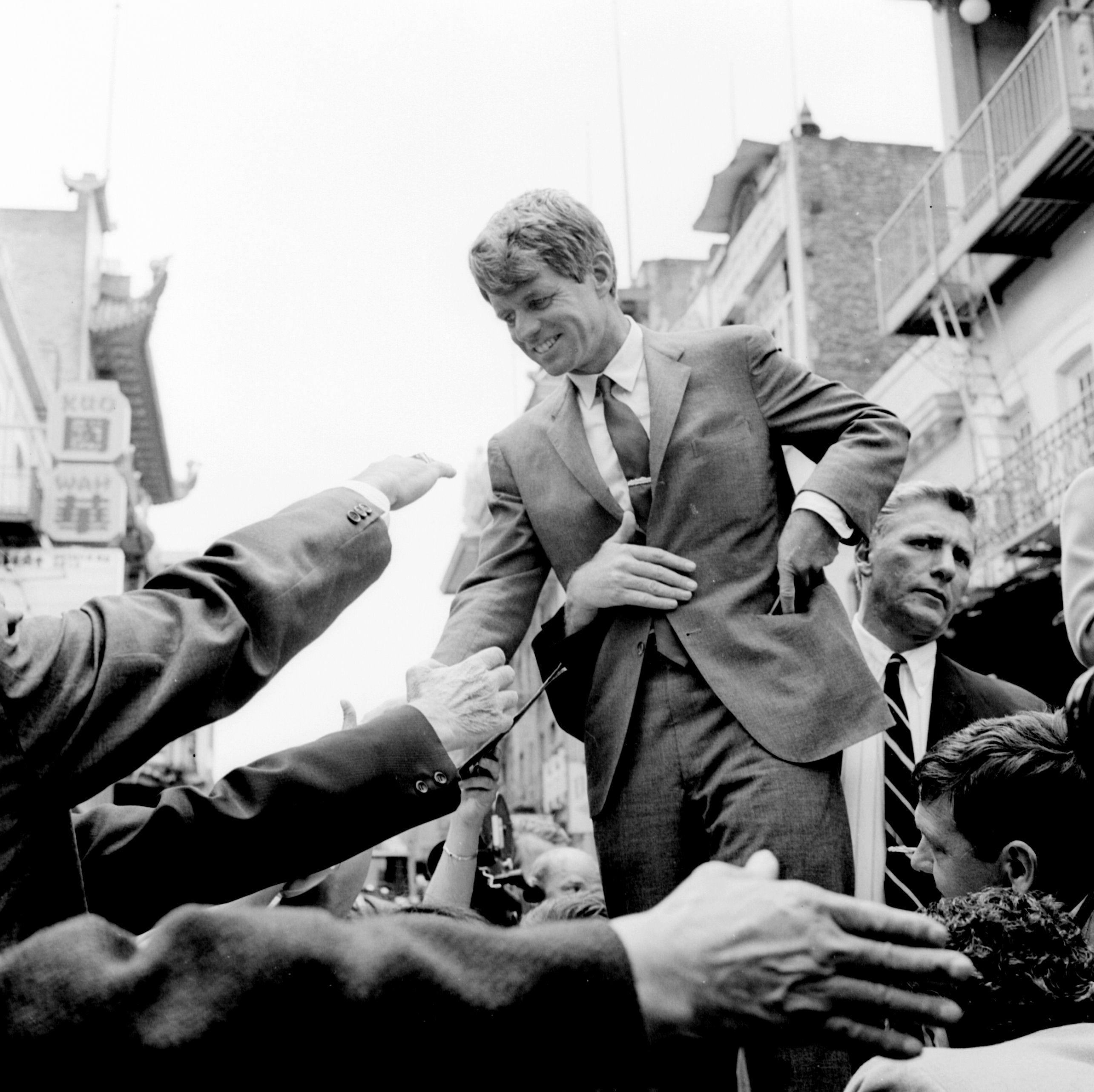
Robert Kennedy, San Francisco, 1968
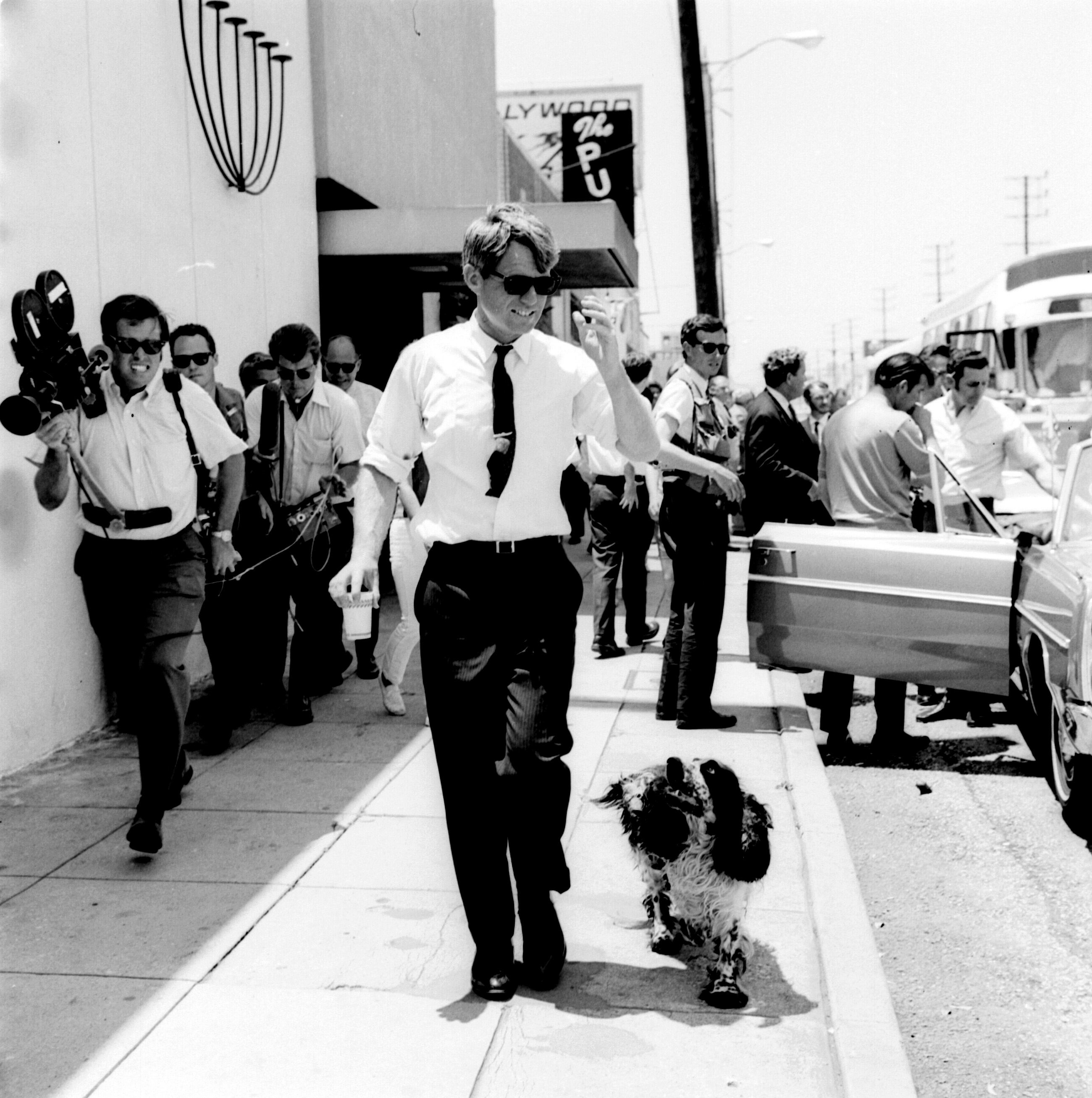
Robert Kennedy, Los Angeles, 1968
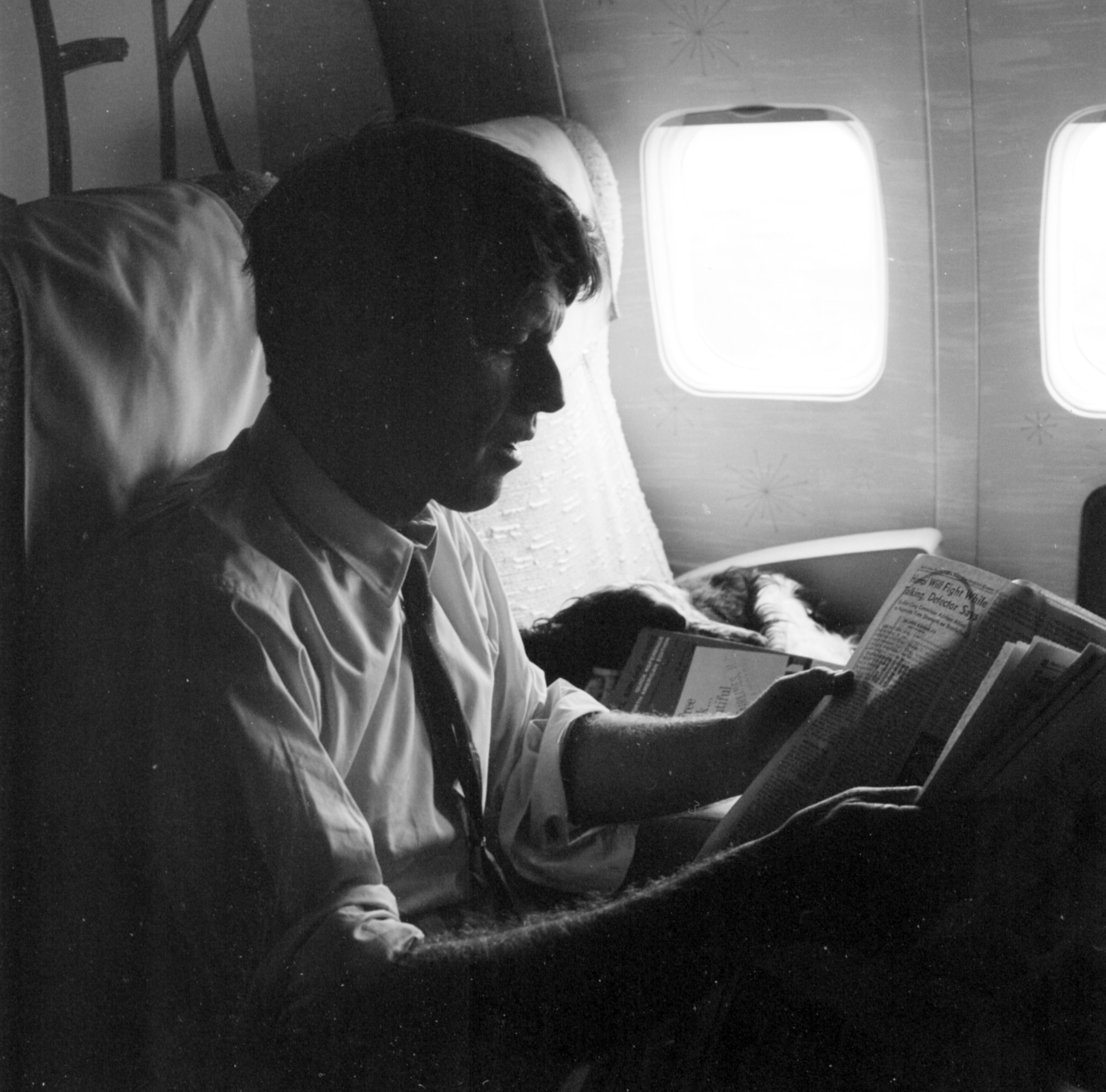
Robert Kennedy, v letadle během kampaně, 1968